# Tony Shalhoub
Tony Shalhoub (* 9. října 1953, Green Bay, Wisconsin, USA), celým jménem Anthony Marcus Shalhoub je americký herec, který se proslavil rolí Adriana Monka v seriálu Můj přítel Monk. Mimo to si zahrál také v sitcomu Křídla a komediálním seriálu Úžasná paní Maiselová (2017–dosud). Za svojí hereckou kariéru obdržel cenu Zlatý glóbus v kategorii nejlepší mužský herecký výkon (muzikál/komedie), šest Cen Sdružení filmových a televizních herců a čtyři cen Emmy. Za svojí divadelní kariéru získal čtyři nominace na cenu Tony, z toho jednu získal v roce 2018 za výkon v muzikálu The Band's Visit.
Mimo divadelní a televizní tvorbu se také věnuje tvorbě filmové. Zahrál si ve filmech jako Rychlá změna (1990), Barton Fink (1991), Addamsova rodina 2 (1993), Žranice (1996), Muži v černém (1997), Galaxy Quest (1999), Spy Kids: Špioni v akci (2001), 13 duchů (2001), Muž, který nebyl (2001) a Pokoj 1408 (2007). Svůj hlas propůjčil do filmové sérii Auta (2006-2017) a do filmů Želvy Ninja (2014) a Želvy Ninja 2 (2016).

## Osobní život
Shalhoub se narodil a vyrostl ve městě Green Bay. Jeho otec, Joe Shalhoub, Maronit z Libanonu, emigroval do Spojených států jako sirotek ve věku 10 let. Oženil se s Shalhoubovou matkou Helena založil rodinný potravinový řetězec počínaje obchodem v centru Green Bay. Shalhoub je druhým nejmladším z 10 sourozenců. V roce 1992 se oženil s herečkou Brooke Adamsovou. Hráli spolu v několika filmech, v jedné epizodě seriálu Wings a Adamsová se jako hostující hvězda objevila v pěti dílech seriálu Můj přítel Monk, přičemž zde v každém z pěti dílů ztvárnila jinou vedlejší postavu. V době jejich svatby již měla Adamsová adoptovanou dceru Josie Lynn (narozena 1989), kterou Shalhoub taktéž adoptoval. V roce 1994 společně adoptovali dceru Sophii (narozena 1994). Rodina žije v Los Angeles a v Green Bay ve Wisconsinu.

## Filmografie

### Film
| Rok  | Název                              | Role                        | Poznámky     |
| ---- | ---------------------------------- | --------------------------- | ------------ |
| 1986 | Heartburn                          | pasažér letadla             |              |
| 1989 | Společník na dlouhé trati          | Paulův doktor               |              |
| 1990 | Rychlá změna                       | řidič taxíku                |              |
| 1991 | Barton Fink                        | Ben Geisler                 |              |
| 1992 | Líbánky v Las Vegas                | Buddy Walker                |              |
| 1993 | Addamsova rodina 2                 | Jorge                       |              |
| 1993 | Nevinné tahy                       | člen šachového klubu        |              |
| 1994 | I.Q.                               | Bob Rosetti                 |              |
| 1996 | Žranice                            | Primo                       |              |
| 1997 | Extra život                        | Al                          |              |
| 1997 | Gattaca                            | German                      |              |
| 1997 | Muži v černém                      | Jack Jeebs                  |              |
| 1998 | Žaloba                             | Kevin Conway                |              |
| 1998 | Stav obležení                      | Agent Frank Haddad          |              |
| 1998 | Podvodníci                         | Voltri, First Mate          |              |
| 1998 | Papoušek Paulie                    | Misha Belenkoff             |              |
| 1998 | Barvy moci                         | Eddie Reyes                 |              |
| 1999 | Galaxy Quest                       | Fred Kwan                   |              |
| 1999 | The Tic Code                       | Phil                        |              |
| 2001 | 13 duchů                           | Arthur Kriticos             |              |
| 2001 | Muž, který nebyl                   | Freddy Riedenschneider      |              |
| 2001 | Spy Kids: Špioni v akci            | pan Alexander „Alex“ Minion |              |
| 2002 | Život nebo něco takového           | Jack                        |              |
| 2002 | Made-Up                            | Max Hires                   | také režisér |
| 2002 | Impostor: Živá zbraň               | Nelson Gittes               |              |
| 2002 | Muži v černém 2                    | Jack Jeebs                  |              |
| 2002 | Spy Kids 2: Ostrov ztracených snů  | pan Alexander „Alex“ Minion |              |
| 2003 | Spy Kids 3-D: Game Over            | pan Alexander „Alex“ Minion |              |
| 2003 | Party Animals                      | otec                        |              |
| 2003 | T for Terrorist                    | muž v bílém                 |              |
| 2003 | Something More                     | pan Avery                   |              |
| 2004 | Poslední výstřel                   | Tommy Sanz                  |              |
| 2004 | Ring volný                         | Sam LaRocca                 |              |
| 2005 | The Naked Brothers Band: The Movie | Sám sebe                    |              |
| 2005 | Začít úplně jinak                  | Dr. Trabulous               |              |
| 2006 | Auta                               | Luigi (hlas)                |              |
| 2007 | Bezstarostně                       | pan Roth                    |              |
| 2007 | AmericanEast                       | Sam                         |              |
| 2007 | Pokoj 1408                         | Sam Farrell                 |              |
| 2008 | L.A. Actors                        | Bum                         |              |
| 2009 | Feed the Fish                      | šerif Anderson              |              |
| 2010 | Poznáš, až to přijde?              | psychiatr                   |              |
| 2011 | Auta 2                             | Luigi (hlas)                |              |
| 2013 | Pot a krev                         | Victor Kershaw              |              |
| 2014 | Želvy Ninja                        | Master Splinter (hlas)      |              |
| 2016 | Želvy Ninja 2                      | Master Splinter (hlas)      |              |
| 2016 | Custody                            | Jason Schulman              |              |
| 2016 | Tomboy: Příběh pomsty              | Dr. Ralph Galen             |              |
| 2017 | Breakable You                      | Adam Weller                 |              |
| 2017 | Finální portrét                    | Diego Giacometti            |              |
| 2017 | Auta 3                             | Luigi (hlas)                |              |
| 2018 | Rosy                               | Dr. Godin                   |              |
| 2022 | Linoleum                           | Dr. Alvin                   |              |
| 2023 | Mr. Monk's Last Case: A Monk Movie | Adrian Monk                 |              |

### Televize
| Rok        | Název                   | Role                   | Poznámky                      |
| ---------- | ----------------------- | ---------------------- | ----------------------------- |
| 1986       | The Equalizer           | terorista              | díl: „Breakpoint“             |
| 1987       | Spenser: For Hire       | Dr. Hambrecht          | díl: „The Road Back“          |
| 1988       | Velitelkou v pekle      | Nahid                  | TV film                       |
| 1989       | Prachy, moc a vražda    | Seth Parker            | TV film                       |
| 1989       | Den první               | Enrico Fermi           | TV film                       |
| 1991       | Monsters                | Mancini                | díl: „Leavings“               |
| 1991–1997  | Křídla                  | Antonio Scarpacci      | 144 dílů                      |
| 1992       | Dinosaurové             | Jerry (hlas)           | díl: „Fran televizní hvězdou“ |
| 1993       | Gypsy                   | Strýc Jocko            | TV film                       |
| 1995       | Gargoyles               | The Emir (hlas)        | díl: „Grief“                  |
| 1995       | Akta X                  | Dr. Chester Ray Banton | díl: „Přítmí“                 |
| 1996       | Radiant City            | Narrator               | TV film                       |
| 1996       | Frasier                 | Manu Habib             | díl: „The Focus Group“        |
| 1996       | Almost Perfect          | Alex Thorpe            | díl: „Auto Neurotic“          |
| 1999       | To bývala doba mistrů   | George Sitkowski       | TV film                       |
| 1999       | Ally McBealová          | Albert Shepley         | díl: „Those Lips, That Hand“  |
| 1999–2000  | Stark Raving Mad        | Ian Stark              | 22 dílů                       |
| 2000       | MADtv                   | řidič taxíků/sám sebe  | 2 díly                        |
| 2001       | The Heart Department    | Dr. Joseph Nassar      | TV film                       |
| 2002–2009  | Můj přítel Monk         | Adrian Monk            | hlavní role, 125 dílů         |
| 2011       | Velká krize             | John Mack              | TV film                       |
| 2011       | Pět žen                 | Mitch Taylor           | TV film                       |
| 2012       | Hemingway a Gellhornová | Koltsov                | TV film                       |
| 2013       | We Are Men              | Frank Russo            | 7 dílů                        |
| 2015       | Sestřička Jackie        | Dr. Bernard Prince     | 8 dílů                        |
| 2016       | Černá listina           | Alistair Pitt          | díl: „Alistair Pitt č.103“    |
| 2016       | BrainDead               | Red Wheatus            | hlavní role, 13 dílů          |
| 2017–dosud | Úžasná paní Maiselová   | Abe Weissman           | 8 dílů                        |
| 2017       | Mickey a závodníci      | Luigi (hlas)           | díl: „Roaming Around Rome“    |
| 2019–2020  | Elena z Avaloru         | Zopilote (hlas)        | 6 dílů                        |
| 2020       | Central Park            | Marvin (hlas           | 3 díly                        |

### Divadlo
| Rok  | Název                                        | Role                                       | Divadlo                    |
| ---- | -------------------------------------------- | ------------------------------------------ | -------------------------- |
| 1980 | As You Like It                               | Oliver                                     | American Repertory Theater |
| 1980 | The Berlin Requiem and The Seven Deadly Sins | Paddle Wheel/vedoucí/kůň                   | American Repertory Theater |
| 1980 | Lulu                                         | Ferdinand/Casti-Piani                      | American Repertory Theater |
| 1981 | Has "Washington" Legs?                       | Wesley                                     | American Repertory Theater |
| 1981 | Figarova svatba                              | Figaro                                     | American Repertory Theater |
| 1981 | Sganarelle- An evening of Molière farces     | Alcidas/Lélie/Leandre                      | American Repertory Theater |
| 1982 | The Journey of the Fifth Horse               | Pandalevski/Bizmionkov                     | American Repertory Theater |
| 1982 | Rundown                                      | Spear                                      | American Repertory Theater |
| 1982 | Three Sisters                                | Solyony                                    | American Repertory Theater |
| 1983 | Waiting for Godot                            | Pozzo                                      | American Repertory Theater |
| 1983 | The Boys from Syracuse                       | seržant                                    | American Repertory Theater |
| 1983 | Baby with the Bathwater                      | Otec/hlas psychologa                       | American Repertory Theater |
| 1983 | The School for Scandal                       | Joseph Surface                             | American Repertory Theater |
| 1983 | Measure for Measure                          | Angelo                                     | American Repertory Theater |
| 1984 | Six Characters in Search of an Author        | syn                                        | American Repertory Theater |
| 1984 | Holy Wars: Morocco and The Road to Jerusalem | pan Kempler/Ari                            | American Repertory Theater |
| 1986 | The Odd Couple                               | Jesus Costazuela                           | Broadhurst Theatre         |
| 1987 | Richard II                                   | Sir William Bagot                          | Shakespeare in the Park    |
| 1987 | Henry IV, Part 1                             | Poins/Sir Richard Vernon                   | Shakespeare in the Park    |
| 1988 | Zero Positive                                | Patrick                                    | The Public Theater         |
| 1988 | Rameau's Nephew                              | Lui                                        | Classic Stage Company      |
| 1988 | For Dear Life                                | Jake                                       | The Public Theater         |
| 1989 | The Heidi Chronicles                         | Scoop Rosenbaum                            | Plymouth Theatre           |
| 1992 | Conversations with My Father                 | Charlie                                    | Royale Theatre             |
| 1997 | The Old Neighborhood                         | Bobby                                      | American Repertory Theater |
| 2007 | The Scene                                    | Charlie                                    | Second Stage Theatre       |
| 2010 | Lend Me a Tenor                              | Henry Saunders                             | Music Box Theatre          |
| 2012 | Golden Boy                                   | Bonaparte                                  | Belasco Theatre            |
| 2014 | Act One                                      | Moss Hart, Barnett Hart, George S. Kaufman | Vivian Beaumont Theatre    |
| 2015 | The Mystery of Love and Sex                  | Howard                                     | Mitzi E. Newhouse Theater  |
| 2015 | Happy Days                                   | Willie                                     | The Flea Theater           |
| 2016 | The Band's Visit                             | Tewfiq Zakaria                             | Atlantic Theater Company   |
| 2017 | The Price                                    | Walter Franz                               | American Airlines Theatre  |
| 2017 | The Band's Visit                             | Tewfiq Zakaria                             | Ethel Barrymore Theatre    |

### Videohry
| Rok  | Název                                     | Poznámky |
| ---- | ----------------------------------------- | -------- |
| 1997 | Fallout: A Post-Nuclear Role-Playing Game | Aradesh  |
| 2006 | Auta                                      | Luigi    |
| 2007 | Cars Mater-National Championship          | Luigi    |
| 2009 | Cars Race-O-Rama                          | Luigi    |
| 2011 | Auta 2                                    | Luigi    |

### Produkce
| Rok     | Název           | Poznámky            |
| ------- | --------------- | ------------------- |
| 2003–09 | Můj přítel Monk | 125 dílů            |
| 2005    | Mush            | krátkometrážní film |
| 2009    | Pet Peeves      | krátkometrážní film |
| 2009    | Feed the Fish   |                     |